# Lucy Wadham
Lucy Wadham, née en 1964 à Londres, en Angleterre, est une journaliste et écrivaine britannique, auteure de roman policier.

## Biographie
Elle fait des études au Magdalen College de l'université Oxford. Elle s'installe en France au début de la vingtaine. Après avoir travaillé pour la BBC à Paris en 1989, elle est journaliste et collabore avec The Guardian, The Spectator et le New Statesman. 
En 2000, elle publie son premier roman L'Île du silence (Lost), un thriller situé en Corse. En 2003, elle fait paraître Le Rêve de Castro (Castro's Dream) sur le mouvement séparatiste ETA dont l'action est située au Pays basque. Greater Love paru en 2007 raconte l'histoire d'Aïcha et sa quête pour comprendre la conversion de son frère jumeau à l'Islam.
So French : l'amour vache d'une Anglaise pour la France (The Secret Life of France) publié en 2009 est à la fois une autobiographie de sa vie en France et un essai mettant l'accent sur les différences culturelles entre la Grande-Bretagne et la France.

## Œuvre

### Romans
- Lost (2000)
  - L'Île du silence, Série noire no 2649 (2002)
- Castro's Dream (2003)
  - Le Rêve de Castro, Série noire no 2735 (2005)
- Greater Love (2007)
- Heads and Straights (2013)

### Ouvrage non fictionnel
- The Secret Life of France (2009)
  - So French : l'amour vache d'une Anglaise pour la France,  Hugo doc (2013)